# Maison Ikkoku (film)
Maison Ikkoku è un film del 1986 diretto da Shin'ichirō Sawai, adattamento live action della serie omonima di manga e anime firmati Rumiko Takahashi.

## Trama
Kyōko Otonashi è la nuova manager dello stabilimento Ikkoku, dopo aver ottenuto tale incarico dal padre del suo defunto marito. La ragazza è molto graziosa e gli inquilini notano subito la sua bellezza, specialmente Godai, un ragazzo perseguitato dalla sfortuna e deriso dai suoi vicini di stanza che si mette in testa di conquistare il cuore della donna.
Ma Godai non è ancora un uomo. A stento riesce a diplomarsi e non può permettersi di mantenere una donna con i lavoretti part time con cui paga l'affitto della sua stanza. Durante tutto questo tempo Kyōko si rende conto che anche lei prova qualcosa per il ragazzo, ma si sente in qualche modo ancora legata al suo vecchio compagno, morto appena dopo sei mesi di matrimonio. La donna si ritrova quindi combattuta tra il desiderio di avere un uomo con sé e la sua fedeltà verso il marito defunto.
Durante la permanenza presso l'Ikkoku-kan accadono diversi fatti particolari agli inquilini, specialmente riguardo allo strambo Yotsuya, perseguitato dalla polizia prima e da una suicida (che afferma di essere stata da lui amata e poi abbandonata) dopo. Tra un inconveniente e l'altro il rapporto tra Kyōko e Godai si rafforza sempre di più e i due finiscono infine per stare insieme.